# Cmentarz ewangelicki w Borówcu
Cmentarz ewangelicki w Borówcu – nieczynny cmentarz ewangelicki zlokalizowany w Borówcu (powiat poznański) przy ul. Szkolnej, naprzeciwko dawnego budynku szkolnego, obok przystanku autobusowego i centrum kulturalno-sportowego.

## Historia
Wieś była jedną z pierwszych osad olęderskich w okolicach Poznania. W 1734 wzmiankowana była jako Olędry Borowieckie. Najstarsza tablica nagrobna nosi datę 1873 (pochowanym pod nią jest Johann Gottfried Schiller). Najnowsza płyta jest z 1941 (Alma Nelde). Po 1945 obiekt, otoczony parkanem i żywopłotem z bzu, stopniowo popadł w ruinę, mimo że regularnie składano tam kwiaty. Zachowanych jest około sto nagrobków (podawana jest też liczba 43, w tym dwanaście z inskrypcjami) i fundamenty dawnej kaplicy, jaka istniała w obrębie nekropolii.

## Rewitalizacja
Po wojnie planowano zebrać zachowane nagrobki i przenieść je w jedno wybrane miejsce, tworząc lapidarium. W 2015 teren uporządkowano. W 2016 do Urzędu Miasta i Gminy Kórnik został złożony przez sołtysa Borówca projekt Borówiec – park historii lokalnej: rewitalizacja dawnego cmentarza ewangelickiego. Został  on przygotowany we współpracy z Fundacją Ratowania Zabytków i Pomników Przyrody. Działania te, obok renowacji nagrobków i ustawienia tablic informacyjnych, mają na celu odtworzenie pierwotnej roślinności cmentarnej oraz dostarczenie informacji na jej temat odwiedzającym nekropolię.